# Brecha (militar)

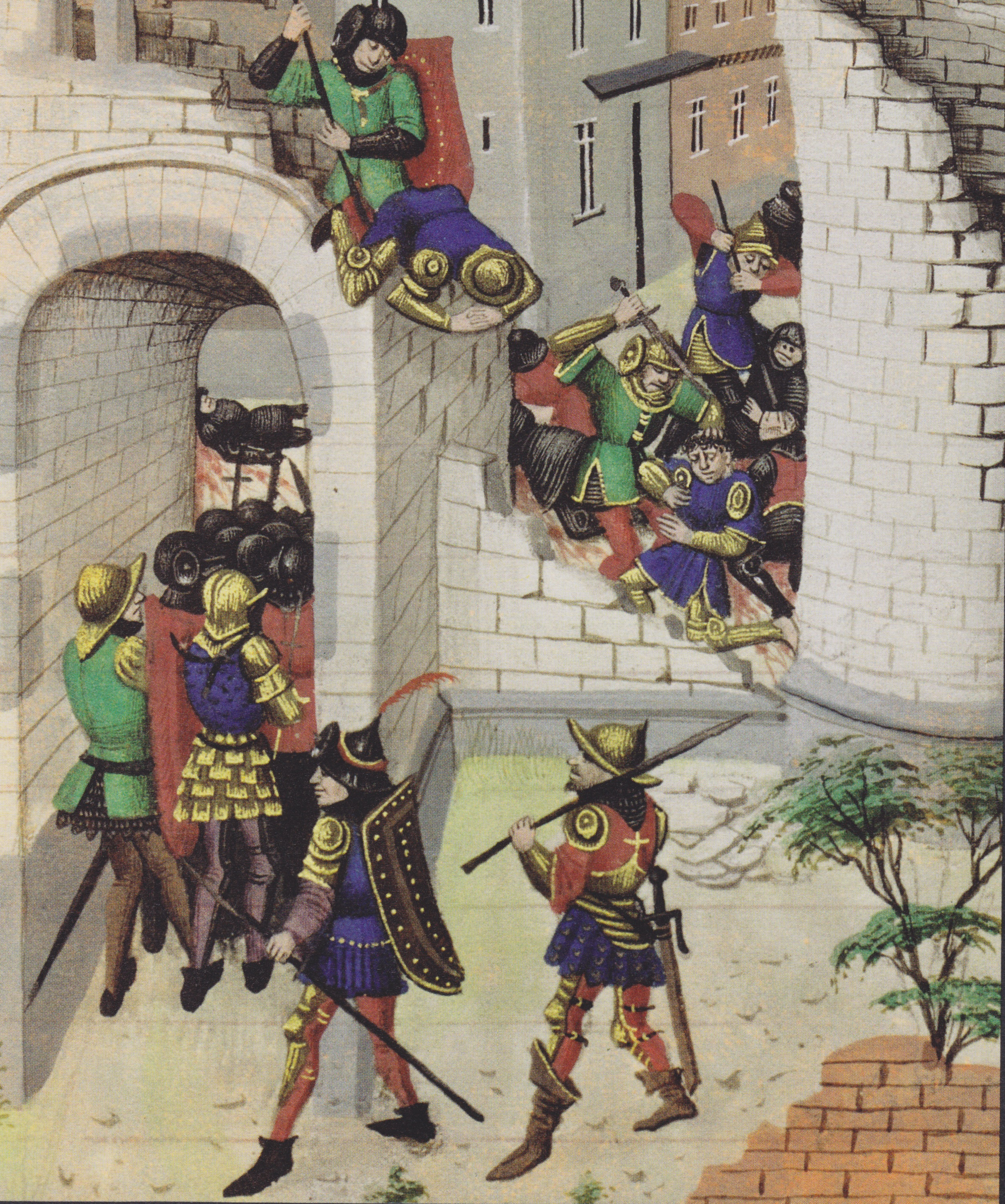
Brecha en la muralla en la conquista de Jerusalén

Se llama brecha al boquerón o rotura practicada en la muralla de una plaza de guerra o punto fortificado. Según los usos establecidos, para ser practicable debía tener una anchura de al menos 12 metros. 
Los antiguos para abrir la brecha apelaban a los golpes del ariete u otras máquinas bélicas o bien por medio de la zapa debajo de tierra. Para defenderla tenían medios especiales, que la mayor parte de ellos serían muy débiles hoy en día. Unas veces, obstruían la brecha con materias combustibles a las que pegaban fuego, otras clavaban en el suelo troncos de árboles recién cortados a cuya defensa prestaban más solidez el entretejido de sus ramas. Lo más común era, si el enemigo lo permitía, levantar nuevos muros sobre la misma brecha o más a retaguardia, abriendo anchos y profundos fosos que dificultasen la entrada. 
En la actualidad, se abre la brecha a cañonazos o por medio de las minas.

## Tipos
- Brecha impracticable. La que no permite asaltar la plaza sin gran efusión de sangre y salvando muchas dificultades o el boquerón que no consiente al sitiado cuando se rinde que pueda sacar por ella todos los cañones y bagajes que se le concedan en la capitulación.
- Brecha practicable. La que ofrece facilidad al sitiador para montarla y penetrar en la plaza o aquella por la que puede salir la guarnición en una plaza rendida con todos los carros y máquinas de guerra que le conceda el vencedor.[1]

## Expresiones relacionadas
- Abrir brecha; arruinar o romper con las máquinas de guerra y tren de batir, parte de la muralla de una plaza, castillo, punto fortificado para poder dirigirse al asalto. Figuradamente, persuadir a alguno, hacer mella o impresión en su ánimo.
- Batir en brecha; tirar de cerca con la artillería de grueso calibre, pare abrir brecha en la muralla o derribar alguno de sus lienzos. Perseguir, atacar a alguna persona hasta dar en tierra con su poder, influjo o valimiento. Confundir al adversario o contrincante con argumentos y razones no susceptibles de réplica satisfactoria.
- Montar la brecha, Dar el asalto introduciéndose por la muralla derruida, escalar los escombros etc.[2]